# 摩拉維亞塔亞河
48°50′52″N 15°29′25″E / 48.84778°N 15.49028°E

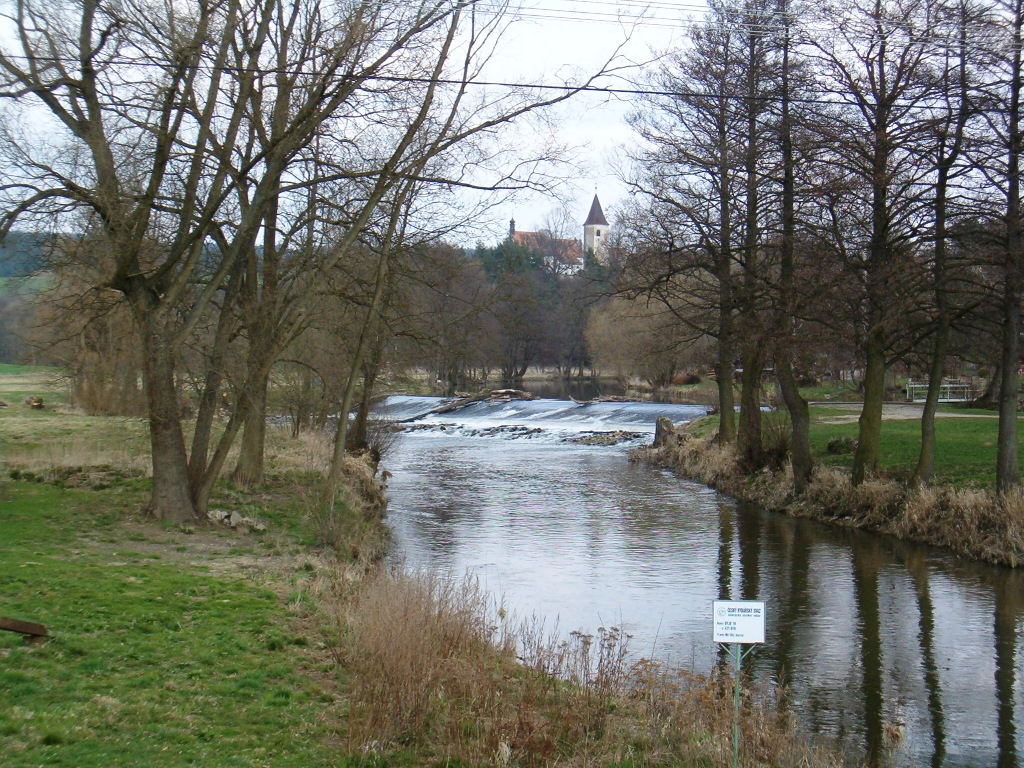

摩拉維亞塔亞河是中歐的河流，流經捷克和奧地利，屬於塔亞河的左支流，河道全長68.2公里，流域面積630平方公里，發源自特熱什季，河口處在塔亞河畔拉布斯。

## 外部連結
- （捷克文） Moravská Dyje hydrological data （页面存档备份，存于）